# Fiat 238
Fiat 238 a fost un vehicul utilitar lejer produs de compania italiană de automobile Fiat între anii 1967 și 1983. Modelul 238 a fost lansat în 1967 ca succesor logic al Fiat 1100T și era echipat cu un motor transversal de 1.221 cm³ amplasat sub scaunul conductului, având tracțiune față. Vehiculul se baza pe șasiul Autobianchi Primula și era echipat cu o versiune redusă a motorului pe benzină de 1.221 cm³, care dezvolta 43 CP. Un an mai târziu, acest motor a fost înlocuit cu motorul de 1.197 cm³ al Fiat 124, cu opțiunea unui motor de 1.438 cm³ al modelului Fiat 124 Special, care însă producea 46 CP, fiind utilizat și pe pickup-ul Fiat 241 cu tracțiune spate. Modelul 238 a fost produs în mai multe variante de caroserie, atât pentru transport utilitar, cât și pentru transportul de persoane. În 1974, Fiat a introdus un nou van, Fiat 242, echipat cu un motor pe benzină mai mare și o variantă cu motor diesel. Cu toate acestea, vânzările modelului Fiat 238 nu au scăzut, iar Fiat a decis să îl păstreze în oferta sa, oferind și motorul de 1.4 litri pentru modelul 238. Acesta a fost produs până în 1983, când a fost înlocuit de Fiat Ducato.
Fiat 238 a fost, de asemenea, fabricat pentru o perioadă scurtă de timp de filiala germană Neckar-Fiat. De asemenea, a fost larg utilizat pentru conversiile în vehicule de locuință mobilă, datorită designului său cu tracțiune față, care permitea un nivel scăzut al podelei și oferea un spațiu generos pentru o mașină compactă și ușoară. Companii precum Ruggeri, Weinsberg, Westfalia și altele au furnizat diverse opțiuni de conversii.

## Motoare
- 1.221 cm³ benzină 43 PS (32 kW; 42 CP)
- 1.197 cm³ benzină 44 PS (32 kW; 43 CP)
- 1.438 cm³ benzină 46 PS (34 kW; 45 CP), sau 52 PS (38 kW; 51 CP) exclusiv pentru versiunile de ambulanță